# فرد رومپلبرخ
فرد رومپلبرخ (هلندی: Fred Rompelberg؛ زادهٔ ۳۰ اکتبر ۱۹۴۵) دوچرخه‌سوار اهل هلند است.